# Řídeč
Řídeč (deutsch Rietsch) ist eine Gemeinde in Tschechien. Sie liegt fünf Kilometer nördlich von Šternberk und gehört zum Okres Olomouc.

## Geographie
Řídeč erstreckt sich am westlichen Abfall des Niederen Gesenkes über der Obermährischen Senke (Hornomoravský úval) im Tal des Baches Zlatý potok. Nördlich erheben sich der Zvon (592 m) und die Vysoká Roudná (Hohe Raute, 660 m), im Nordosten die Ostrá hora (611 m), östlich die Dubová hora (Kloben, 544 m) und der Krkavčí (389 m), im Süden der Lískovec (337 m) sowie nordwestlich der Komárovský kopec (297 m). Westlich des Dorfes liegt an der Einmündung des Račí potok in den Zlatý potok der Teich Řídečský rybník.
Nachbarorte sind Řídečská Myslivna, Pasecký Žleb und Mutkov im Norden, Dalov im Nordosten, Horní Žleb und Chabičov im Osten, Dolní Žleb, Hlásnice und Šternberk im Südosten, Krakořice und Babice im Süden, Mladějovice im Südwesten, Komárov im Westen sowie Haukovice und Paseka im Nordwesten.

## Geschichte
Bis ins 13. Jahrhundert erstreckten sich oberhalb von Mladějovice dichte Urwälder, die bis zur mährischen Grenze im Altvatergebirge reichten. Im Zuge der Kolonisation entstanden am Abfall des Gebirges neue Ansiedlungen. Eine davon war das 1295 erstmals erwähnte Rietschz, das zusammen mit den ebenfalls zu dieser Zeit gegründeten Orten Malá Strana, Komárov, Krakořice und Dubčov zu den fünf nach Mladějovice untertänigen Dörfern gehörte. Zugleich führte das Berggeschrei jener Zeit dazu, dass auch in den Bergen um Rietschz nach Gold und Silber geschürft wurde. Die Bergleute wurden dabei jedoch nicht mit Edelmetallen fündig, entdeckten jedoch ergiebige Eisenerzlager. Dadurch war das Dorf seit seinen Anfängen keine rein bäuerliche Ansiedlung, sondern auch vom Bergbau geprägt. Im Jahre 1395 erwarb Peter von Sternberg das landesherrliche Lehen Mladějovice und schloss es an die Herrschaft Sternberg an. Ab 1480 wurde das Dorf als Ržicže bzw. Ržidcže und ab 1516 als Řič bzw. Řiče bezeichnet. Bei der von 1556 bis 1558 andauernden Pestepidemie verstarb ein Großteil der Einwohner und die gesamte Herrschaft Sternberg verödete und verarmte. Da der Bevölkerungsverlust nicht mit tschechischen Untertanen zu kompensieren war, holte Karl II. von Münsterberg, der 1570 durch Heirat an die Herrschaft Sternberg gelangt war, deutsche Siedler aus seinen schlesischen Besitzungen und der Grafschaft Glatz ins Land. Zugleich förderte er den Protestantismus. Die während des Dreißigjährigen Krieges einsetzende Rekatholisierung führte dazu, dass Protestanten zum Verlassen des Landes gezwungen wurden. Nach dem Tod des Herzogs Karl Friedrich I. von Münsterberg-Oels, mit dem die schlesische Linie der Podiebrader erlosch, folgte ihm 1647 sein Schwiegersohn Silvius I. Nimrod von Württemberg-Oels. Die Herzöge von Württemberg-Oels ließen die verlassenen Gehöfte mit deutschen Bauern besetzen. Das 1564 in tschechischer Sprache angelegte Waisenbuch Registra wsi Rzicze dokumentiert diesen Bevölkerungswandel durch die stetige Zunahme deutscher Namen; die letzten Seiten des 1670 geschlossenen Buchs sind in deutscher Sprache beschrieben. Die Matriken wurden seit 1654 in Bladowitz geführt. 1693 verkaufte Silvius II. Friedrich die Herrschaft Sternberg an Johann Adam Andreas von Liechtenstein. Weitere Namensformen waren Rzicz, Rzycz (ab 1599), Rzietsch (ab 1636), Ritsche (1637), Rietsch, Ritsch (ab 1678), Ritschium (1771) und Rideč, Rydeč, Rydeče (ab 1839). 1791 wurde in Rietsch eine Dorfschule eingerichtet, in der in deutscher Sprache unterrichtet wurde. Bis zur Mitte des 19. Jahrhunderts blieb der Ort immer zur Fürstlich Liechtensteinischen Herrschaft Sternberg untertänig.
Nach der Aufhebung der Patrimonialherrschaften bildete Rietsch/Rýdeč ab 1850 eine Gemeinde in der Bezirkshauptmannschaft und dem Gerichtsbezirk Sternberg. Ab 1893 wurde der Ort im Tschechischen als Řídče und seit 1924 als Řídeč bezeichnet. Im Jahre 1930 lebten in Rietsch 263 Personen.
Nach dem Münchner Abkommen wurde die Gemeinde am 10. Oktober 1938 an das Deutsche Reich angegliedert und gehörte bis 1945 zum Landkreis Sternberg. 1939 hatte Rietsch 265 Einwohner, davon waren 264 Deutsche und ein seit 1936 eingeheirateter Tscheche. Am 6. Mai 1945 nahm die 4. Ukrainische Front der Roten Armee den Ort ein. Nach Kriegsende kam die Gemeinde wieder zur Tschechoslowakei zurück. Ab Juni 1945 erfolgte bis 1947 die Ansiedlung von Tschechen aus Mähren und Wolhynien. Die deutsche Bevölkerung wurde bis Oktober 1946 mit LKWs ins Sammellager Štěpánov abtransportiert.
Im Zuge der Gebietsreform von 1960 wurde Řídeč nach der Auflösung des Okres Šternberk dem Okres Olomouc zugeordnet, zugleich erfolgte die Eingemeindung nach Mladějovice. Im Jahre 1979 wurde Řídeč nach Šternberk eingemeindet. Nach der Samtenen Revolution löste sich Řídeč 1994 wieder los und bildete seither eine eigene Gemeinde.

## Gemeindegliederung
Für die Gemeinde Řídeč sind keine Ortsteile ausgewiesen. Zu Řídeč gehört die Einschicht Řídečská Myslivna.

## Sehenswürdigkeiten
- Alte Schule mit Glockenturm auf dem Dach, erbaut zu Beginn des 19. Jahrhunderts
- Engelsstatue, die am Anfang des 20. Jahrhunderts geschaffene Figur wurde in den 1970er Jahren auf den Sockel eines 1820 errichteten Steinkreuzes gesetzt. An der Vorderseite des Sockels befindet sich ein Relief des hl. Franz Xaver.
- Steinkreuz mit Corpus Christi, errichtet 1888
- Denkmal für die Gefallenen des Ersten Weltkrieges, geschaffen im ersten Drittel des 20. Jahrhunderts
- Steinerne Brücken Řídečský most und Opavský most, im Wald
- Vysoká Roudná, auf dem Berg befindet sich eine ehemalige Jagdhütte der Fürsten von Liechtenstein und ein Sendeturm
- Dubová hora, am Hang des Berges steht es hölzerner Aussichtsaltan, von dem sich eine weite Sicht bis Šternberk, Olmütz und Teile der Hanna bietet. Unterhalb der Dubová hora liegt die überdachte Quelle Josefčina studánka.
- Altarstein (Oltářní kámen), nördlich des Dorfes im Wald beim Wegekreuz Sterlisko, der große rechteckige Felsblock soll den Protestanten nach dem Dreißigjährigen Krieg als Ort für Gottesdienste gedient haben.
- Alte Schächte und Halden des Eisenerzbergbaus von Řídeč

## Personen
- Alois Rieger (1869–1951) war Gemeindevorsteher von Rietsch
- František Novák (1922–2001), tschechoslowakischer Pilot, er flog am 7./8. September 1956 mit einer Avion Sokol OK-DHH mit einem Motor Walter Minor 4-III von Brno bis Kulunda und stellte mit der Distanz von 4260 km einen neuen Weltrekord auf[4].